# Cabinet Günther II
Pour les articles homonymes, voir Cabinet Günther.
Land de Schleswig-Holstein
Günther I 
Le cabinet Günther II (en allemand : Kabinett Günther II) est le gouvernement du Land de Schleswig-Holstein depuis le 29 juin 2022, sous la 20e législature du Landtag.

## Historique du mandat
Ce gouvernement est dirigé par le ministre-président chrétien-démocrate sortant Daniel Günther. Il est constitué et soutenu par une « coalition noire-verte » entre l'Union chrétienne-démocrate d'Allemagne (CDU) et l'Alliance 90/Les Verts (Grünen). Ensemble, ils disposent de 48 députés sur 69, soit 69,6 % des sièges du Landtag.
Il est formé à la suite de la tenue des élections régionales du 8 mai 2022.
Il succède donc au cabinet Günther I, constitué et soutenu par une « coalition jamaïcaine » entre l'Union chrétienne-démocrate, Les Verts et le Parti libéral-démocrate (FDP)

### Formation
Au cours du scrutin, l'Union chrétienne-démocrate rate d'un seul siège la majorité absolue, tandis que Les Verts deviennent le deuxième parti du Land devant le Parti social-démocrate d'Allemagne.
Après avoir échoué à reformer sa coalition jamaïcaine, Daniel Günther ouvre des négociations avec les seuls écologistes le 25 mai. Le 22 juin, la CDU et les Grünen scellent un accord pour former une coalition noire-verte, qui prévoit l'attribution de cinq ministères aux chrétiens-démocrates et trois aux écologistes.
Sept jours plus tard, Daniel Günther est réélu par le Landtag, par 47 voix pour et 15 contre, soit un suffrage de moins que le total de sa coalition.

## Composition

### Initiale (29 juin 2022)
- Par rapport au cabinet Günther I, les nouveaux ministres sont indiqués en gras et ceux ayant changé d'attributions le sont en italique.

| Fonction | Titulaire | Titulaire              | Parti  |
| --- | --------- | ---------------------- | ------ |
| Ministre-président                                                                                                   |           | Daniel Günther         | CDU    |
| Vice-ministre-présidente Ministre des Finances                                                                       |           | Monika Heinold         | Grünen |
| Ministre de la Justice et de la Santé                                                                                |           | Kerstin von der Decken | CDU    |
| Ministre de l’Éducation, de la Formation, de la Science, de la Recherche et de la Culture                            |           | Karin Prien            | CDU    |
| Ministre de l'Intérieur, des Affaires communales, du Logement et des Sports                                          |           | Sabine Sütterlin-Waack | CDU    |
| Ministre de la Transition énergétique, du Climat, de l'Environnement et de la Nature                                 |           | Tobias Goldschmidt     | Grünen |
| Ministre de l'Économie, des Transports, du Travail, de la Technologie et du Tourisme                                 |           | Claus Ruhe Madsen      | Sans   |
| Ministre des Affaires sociales, de la Jeunesse, de la Famille, des Personnes âgées, de l'Intégration et de l'Égalité |           | Aminata Touré          | Grünen |
| Ministre de l'Agriculture, de la Ruralité, de l'Europe et de la Consommatiobn                                        |           | Werner Schwarz         | CDU    |
| Directeur de la chancellerie                                                                                         |           | Dirk Schrödter         | CDU    |

### Remaniement du1eraoût 2024
- Par rapport à la composition précédente, les nouveaux ministres sont indiqués en gras et ceux ayant changé d'attributions le sont en italique.

| Fonction | Titulaire | Titulaire              | Parti  |
| --- | --------- | ---------------------- | ------ |
| Ministre-président |           | Daniel Günther         | CDU    |
| Vice-ministre-présidente Ministre des Affaires sociales, de la Jeunesse, de la Famille, des Personnes âgées, de l'Intégration et de l'Égalité |           | Aminata Touré          | Grünen |
| Ministre des Finances |           | Silke Schneider        | Grünen |
| Ministre de la Justice et de la Santé |           | Kerstin von der Decken | CDU    |
| Ministre de l’Éducation, de la Formation, de la Science, de la Recherche et de la Culture                                                     |           | Karin Prien            | CDU    |
| Ministre de l'Intérieur, des Affaires communales, du Logement et des Sports                                                                   |           | Sabine Sütterlin-Waack | CDU    |
| Ministre de la Transition énergétique, du Climat, de l'Environnement et de la Nature                                                          |           | Tobias Goldschmidt     | Grünen |
| Ministre de l'Économie, des Transports, du Travail, de la Technologie et du Tourisme                                                          |           | Claus Ruhe Madsen      | Sans   |
| Ministre de l'Agriculture, de la Ruralité, de l'Europe et de la Consommatiobn                                                                 |           | Werner Schwarz         | CDU    |
| Directeur de la chancellerie |           | Dirk Schrödter         | CDU    |